# شهرستان توگورو-چومیکانسکی
شهرستان توگورو-چومیکانسکی (به لاتین: Tuguro-Chumikansky District) یک شهرستان در روسیه است که در سرزمین خاباروفسک واقع شده‌است.